# 켈레오스
켈레오스(고대 그리스어: Κελεός)는 그리스 신화에 나오는 엘레우시스의 왕이자 메타네이라의 남편으로, 데메테르에게 바치는 호메로스 찬가에는 칼리디케, 데모, 클리시디케, 칼리토에, 파우사니아스의 기록에는 디오게니아, 팜메로페, 사에사라라는 이름을 가진 딸들의 아버지이다.

## 신화
데메테르에게 바치는 호메로스 찬가에서 켈레오스는 데메테르의 최초의 사제 중 한 명으로, 데메테르 숭배 집단인 엘레우시스 밀의종교의 비밀 의식과 신비를 최초로 배운 사람 중 한 명이다. 디오클레스, 에우몰포스, 트립톨레모스, 폴릭세노스 또한 최초의 사제들이었다.
데메테르는 도소라는 노파의 모습을 한 채 딸을 찾던 중 아티케 지역 엘레우시스의 왕 켈레오스에게 환대를 받았다. 켈레오스는 노파에게 메타네이라의 막내 아들 데모폰을 간호해 달라고 부탁하였다. 데메테르는 켈로오스의 환대에 보답하고자 매일 밤 집안의 난로에 데모폰의 영혼을 불태워 불멸의 존재로 만들 계획을 세웠다. 하지만 어느 날 밤 메타네이라가 이를 발견하고 놀라 의식을 방해하는 바람에 의식을 끝낼 수 없게 되었다. 대신 데메테르는 켈레오스의 다른 아들 트립톨레모스(다른 혈통이라고도 전함)에게 농사 기술을 가르쳤고, 그로부터 다른 그리스인들은 농작물을 심고 거두는 법을 배우게 되었다. 그는 날개 달린 전차를 타고 땅을 가로질러 날아다녔고 데메테르와 페르세포네가 그를 돌보며 그리스 전역에 농업 기술을 교육하는 임무를 완수할 수 있도록 도왔다.
켈레오스는 아테네와의 전쟁에서 에리크토니오스에게 살해되었다. 슬픔에 잠긴 그의 딸들은 이후 데메테르에 의해 비둘기로 변모하였다.
로버트 그레이브스는 켈레오스의 이름이 '딱따구리' 또는 '마법사'뿐만 아니라 '불타는 자'를 의미할 수 있다고 제안하였다.

## 참고 문헌
- 아폴로도로스, The Library with an English Translation by Sir James George Frazer, F.B.A., F.R.S. in 2 Volumes, Cambridge, MA, Harvard University Press; London, William Heinemann Ltd. 1921. ISBN 0-674-99135-4. Online version at the Perseus Digital Library. Greek text available from the same website.
- 가이우스 율리우스 히기누스, Fabulae from The Myths of Hyginus translated and edited by Mary Grant. University of Kansas Publications in Humanistic Studies. Online version at the Topos Text Project.
- The Homeric Hymns and Homerica with an English Translation by Hugh G. Evelyn-White. Homeric Hymns. Cambridge, MA.,Harvard University Press; London, William Heinemann Ltd. 1914. Online version at the Perseus Digital Library. Greek text available from the same website.
- 파우사니아스, Description of Greece with an English Translation by W.H.S. Jones, Litt.D., and H.A. Ormerod, M.A., in 4 Volumes. Cambridge, MA, Harvard University Press; London, William Heinemann Ltd. 1918. ISBN 0-674-99328-4. Online version at the Perseus Digital Library
- 파우사니아스, Graeciae Descriptio. 3 vols. Leipzig, Teubner. 1903.  Greek text available at the Perseus Digital Library.
- 푸블리우스 오비디우스 나소, Fasti translated by James G. Frazer. Online version at the Topos Text Project.
- Publius Ovidius Naso, Fasti. Sir James George Frazer. London; Cambridge, MA. William Heinemann Ltd.; Harvard University Press. 1933. Latin text available at the Perseus Digital Library.
- 푸블리우스 오비디우스 나소, Metamorphoses translated by Brookes More (1859-1942). Boston, Cornhill Publishing Co. 1922. Online version at the Perseus Digital Library.
- 푸블리우스 오비디우스 나소, Metamorphoses. Hugo Magnus. Gotha (Germany). Friedr. Andr. Perthes. 1892. Latin text available at the Perseus Digital Library.